# Derry City Ladies Football Club
Maillots
Actualités
Le Derry City Ladies Football Club est un club nord-irlandais de football féminin basé à Londonderry, dans le comté de Londonderry. Le club est fondé en 2003 et dispute pour la première fois la première division du Championnat d'Irlande du Nord féminin lors de la saison 2016,.